# Angus Horne Lake
Angus Horne Lake är en sjö i Kanada.   Den ligger i provinsen British Columbia, i den centrala delen av landet, 3 300 km väster om huvudstaden Ottawa. Angus Horne Lake ligger 977 meter över havet. Arean är 5,1 kvadratkilometer. Den sträcker sig 3,3 kilometer i nord-sydlig riktning, och 5,9 kilometer i öst-västlig riktning.
Trakten runt Angus Horne Lake består i huvudsak av gräsmarker. Trakten runt Angus Horne Lake är nära nog obefolkad, med mindre än två invånare per kvadratkilometer.